# John Wilkins
Pour les articles homonymes, voir Wilkins.
John Wilkins (14 février 1614, Fawsley, Northamptonshire – 19 novembre 1672, Londres), est un ecclésiastique et un scientifique anglais, évêque de Chester de 1668 à 1672.

## Biographie

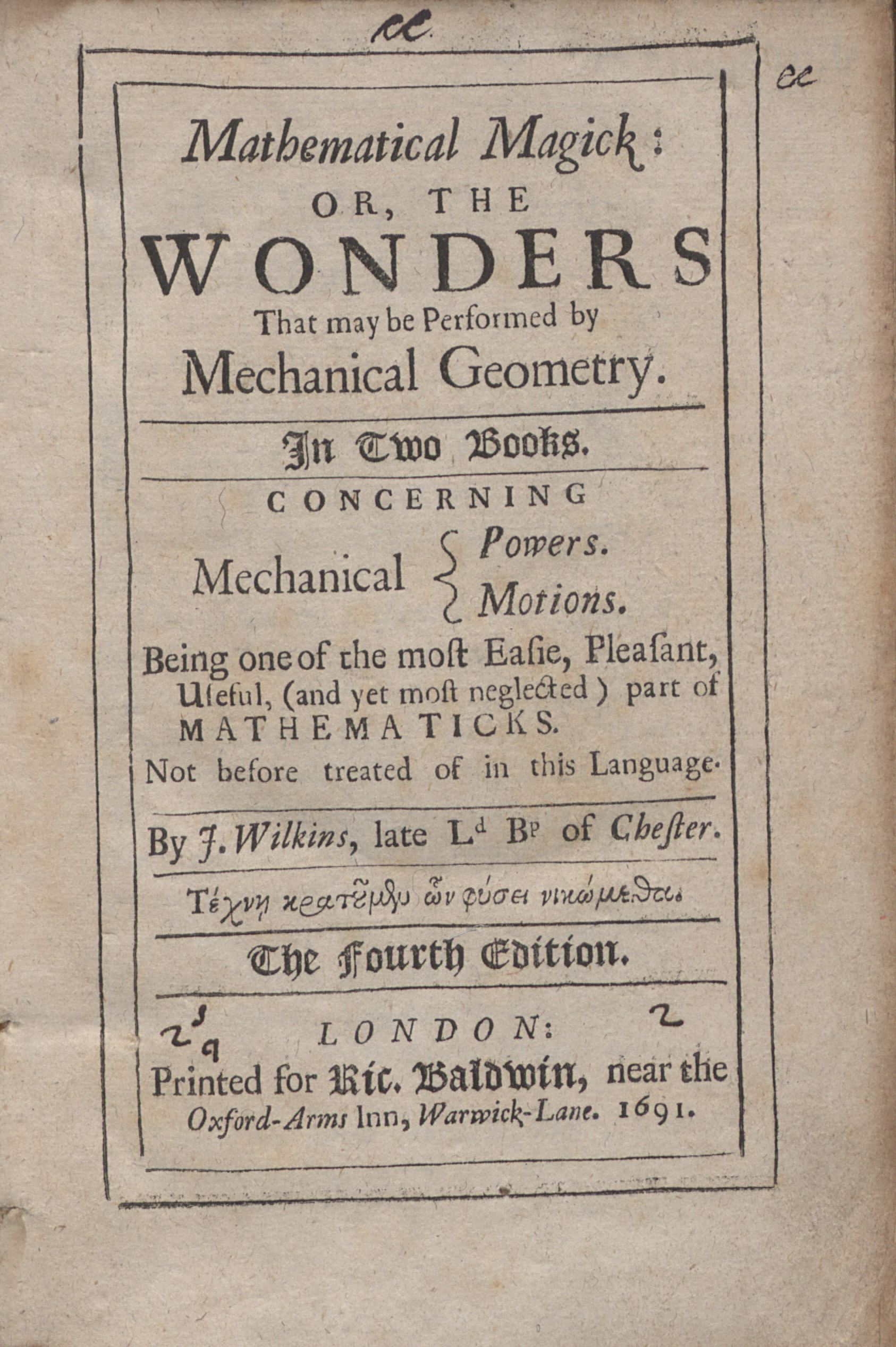
Mathematicall magick, 1691

Il entre au Magdalen College à treize ans. Il y obtient son Bachelor of Arts en 1631 et son Master of Arts en 1634. Il devient alors tuteur. Après son ordination, il est vicaire dans sa ville natale, Fawsley, en 1637 mais démissionne aussitôt. Il passe alors chapelain successivement de William Fiennes (1582-1662), du baron de Berkeley et du prince Charles Louis (1617-1680), neveu de Charles Ier d'Angleterre (1600-1649) et qui deviendra plus tard électeur palatin du Rhin.
En 1638, Wilkins publie son premier ouvrage The discovery of a world in the moone. Or a discovrse tending to prove that’tis probable there may be another habitable World in that Planet.  Il présente la Lune comme un Monde habitable qui abriterait peut-être des êtres vivants : les Sélénites. En 1640, la troisième édition comporte un ajout important. Wilkins explique que les hommes pourraient un jour trouver un moyen de se rendre sur notre satellite pour échanger avec ses habitants. Il imagine alors différentes possibilités de transport et soulève les nombreuses difficultés liées à un voyage aussi périlleux. Une traduction française de Jean de la Montagne, intitulée Le Monde dans la Lune paraît en 1655. Elle s'appuie sur l'édition de 1640.
En 1641, Wilkins publie un traité anonyme intitulé Mercury, or The Secret and Swift Messenger. C’est un petit ouvrage sur la cryptographie qui sera abondamment utilisé par les diplomates et les chefs de parti à la veille de la Première Révolution anglaise. En 1648, il devient directeur du Wadham College (Oxford). Sous son action, cette école prospère rapidement et, bien que partisan d’Oliver Cromwell (1599-1658), il reste constamment en relation avec les royalistes les plus cultivés qui n’hésitent pas à placer leurs fils dans son école. En 1659, Richard Cromwell (1626-1712) le nomme directeur du Trinity College.
Lors de la Restauration Stuart en 1660, les nouvelles autorités le démettent de ses fonctions : il devient alors prébendier d’York et est recteur de Cranford, Middlesex. En 1661, il devient prédicateur au Gray’s Inn et en 1662 il est vicaire de St Lawrence Jewry à Londres. En 1666, il est ordonné curé de Polebrook dans le Northamptonshire, en 1667, prébendier d’Exeter puis, l’année suivante, prébendier de St Paul’s et évêque de Chester, fonction qu’il conserve jusqu’à sa mort.
Ses goûts pour les sciences le conduisent à diriger la fondation de la Royal Society et à devenir son premier secrétaire. La Ballad of Gresham College (1663), ode à cette société, décrit ses efforts pour créer un « langage philosophique » universel :
A Doctor counted very able
Designes that all Mankynd converse shall,
Spite o' th' confusion made att Babell,
By Character call'd Universall.
How long this character will be learning,
That truly passeth my discerning.

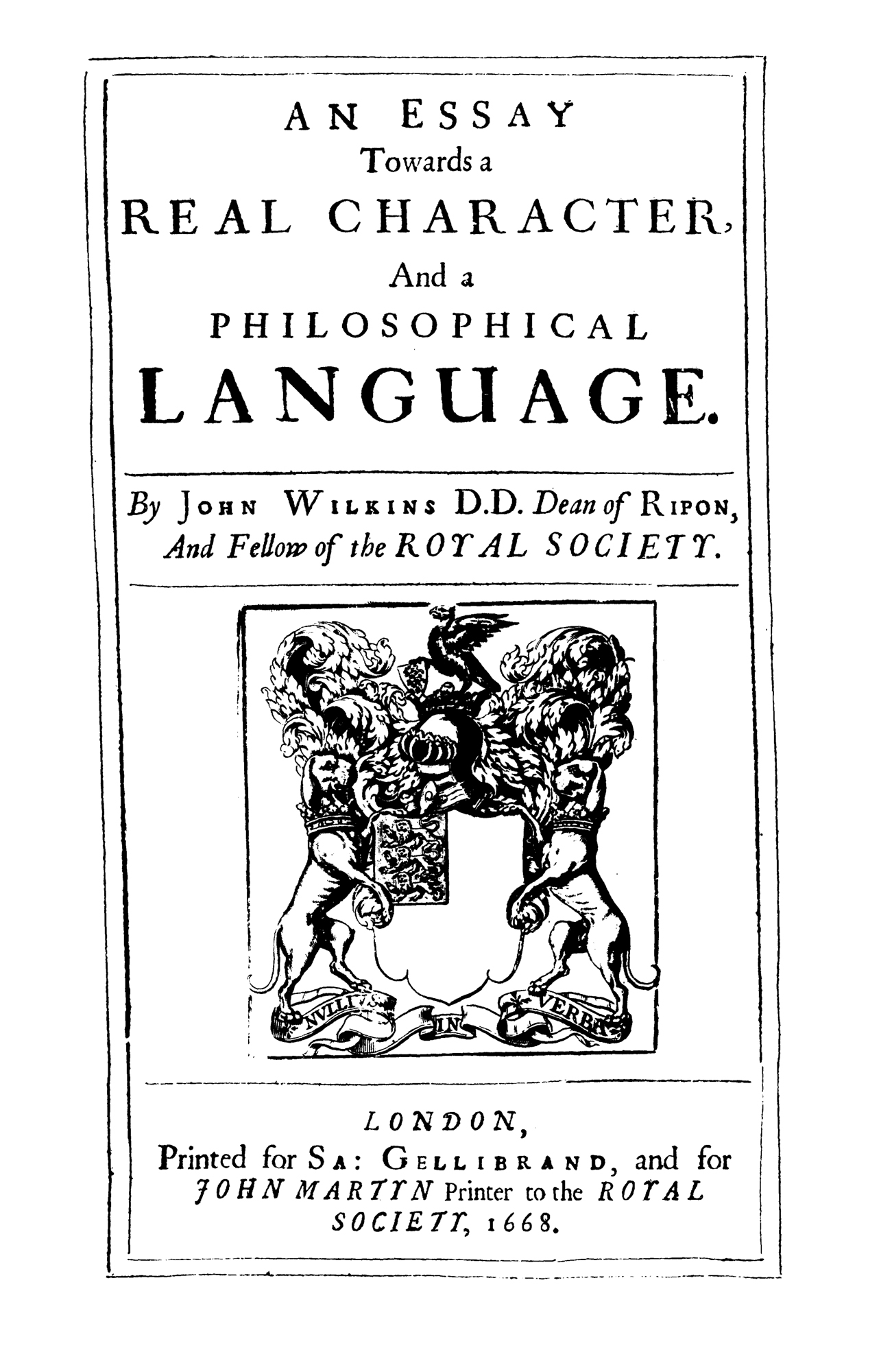
Frontispice d’An Essay towards a Real Character and a Philosophical Language

Il imagine ainsi un système d’écriture fondé non sur un alphabet mais sur un système idéographique compréhensible internationalement. Il travaille six ans à ce projet qu’il présente dans An Essay towards a Real Character and a Philosophical Language. Dans cet ouvrage, Wilkins propose également l'adoption d'une mesure universelle (universal measure), d'unités décimales, basée sur le principe d'un pendule battant une seconde, et dont la longueur fondamentale est de 38 pouces prusses (1 prussian inch = 26,15 mm), soit de 993,7 mm. Il a également proposé que l'unité fondamentale de poids devrait être un cube d'eau avec des côtés égaux en longueur à ce pendule.
Le savant Italien Tito Livio Burattini redéfinira quelques années plus tard cette unité et la renommera le mètre (metro cattolico). En septembre 1666, le Grand incendie de Londres détruit sa maison, sa bibliothèque et tous les exemplaires imprimés de son livre. Wilkins ne se décourage pas et parvient, grâce à un manuscrit qu’il réussit à sauver, à écrire une nouvelle version. Celle-ci, de 470 pages, paraît sous les auspices de la Royal Society en mai 1668. C’est John Ray (1627-1705) qui prépare pour l’ouvrage les tables de détermination pour les végétaux et Francis Willughby (1635-1672) pour les animaux.
Il meurt des suites de complications d’un calcul rénal.

## Publications
- The Discovery of a World in the Moone (1638), 3e éd., avec un appendice « The possibility of a passage thither », 1640)
- A Discourse Concerning a New Planet (1640)
- Mercury, or the Secret and Swift Messenger (1641)
- Mathematical Magick (1648)
- An Essay towards a Real Character and a Philosophical Language (1668).
- Of the Principle and Duties of Natural Religion (Londres, 1675).